# جوسیه
جوسیه (به عربی: جوسیة) یک روستا در سوریه است که در استان حمص واقع شده‌است. جوسیه ۳٬۴۴۷ نفر جمعیت دارد.